# دستغرد (زاز الشرقي)
دستغرد (بالفارسية: دستگرد) هي منطقة سكنية تقع في إيران في قسم زاز الشرقي الریفي. يقدر عدد سكانها بـ 254 نسمة .